# Pinarocorys
Pinarocorys is een geslacht van zangvogels uit de familie leeuweriken (Alaudidae).

## Soorten
Het geslacht kent de volgende soorten:
- Pinarocorys erythropygia – Roodstuitleeuwerik
- Pinarocorys nigricans – Lijsterleeuwerik